# Casa Westchester
La Casa Westchester  es una casa histórica ubicada en Nueva York, Nueva York. La Casa Westchester se encuentra inscrita  en el Registro Nacional de Lugares Históricos desde el 20 de marzo de 1986.  

## Ubicación
La Casa Westchester se encuentra dentro del condado de Nueva York en las coordenadas 40°43′10″N 73°59′41″O / 40.719429, -73.994615.